# No. 10
No. 10 ist ein Gemälde des US-amerikanischen Malers Mark Rothko aus dem Jahr 1958.
Das Bild, das bei Christie’s am 13. Mai 2015 versteigert wurde, spielte mit 81,925 Millionen Dollar knapp das Doppelte seines Schätzpreises ein und setzte damit den Höhenflug von in Auktionen für Gemälde Rothkos erzielten Preise fort. Es verfehlte nur knapp das Rekordergebnis für Orange, Red, Yellow von 2012. Wenige Tage vorher hatte sein Bild Untitled (Yellow and Blue) bei Sotheby’s 46,5 Millionen Dollar eingebracht.